# Metopoceras maritima
Metopoceras maritima là một loài bướm đêm trong họ Noctuidae.